# 柳比莫-巴甫利夫卡
46°35′9″N 33°40′51″E / 46.58583°N 33.68083°E
柳比莫-巴甫利夫卡（烏克蘭語：Любимо-Павлівка）是位於烏克蘭南部的村莊，由赫爾松州卡霍夫卡區的塔夫里昌卡市鎮負責管轄。該村始建於1886年，面積24.8平方公里，海拔高度40米，2001年人口278，人口密度每平方公里11.2人。